# Deutsche Bank
Deutsche Bank AG és un banc internacional amb més de 98.254 empleats (desembre 2013) que cotitza a la Borsa de Frankfurt i la Borsa de Nova York. La seva seu central és a Frankfurt del Main, a les Torres Bessones del Deutsche Bank. És un dels majors bancs d'inversió del món.
L'activitat de la Deutsche Bank als Països Catalans es remunta a 1904, quan es fundà a Barcelona el Banc Alemany Transatlàntic, que el 1950 passarà a dir-se Banc Comercial Transatlàntic (o Bancotrans). El 1994 quan torni a canviar el nom i esdevé Deutsche Bank, SAE. El principal accionista d'aquesta empresa era la Deutsche Bank AG, amb més del 99% de les accions; mentre que la resta estava en mans de petits accionistes. L'any 2010 la junta d'accionistes de l'empresa va decidir canviar la seu social i traslladar-la a Madrid.